# جس‌جو
جس‌جو یک پایگاه و جستجوگر فارسی است که در فروردین ماه سال ۱۳۸۷ پس از یک نسخهٔ آزمایشی، راه‌اندازی شد. از سال ۱۳۸۷ تا فروردین ۱۳۸۸، جس‌جو در دو نسخه مختلف ارائه گردید. نسخهٔ سوم جس‌جو در فروردین ۱۳۸۸ به روز رسانی شد و در اختیار کاربران قرار گرفت. مهمترین تغییرات انجام شده در نسخه سوم جس‌جو نسبت به نسخه‌های پیشین، عضوگیری و سیستم امتیاز دهی جس‌جو می‌باشد. نسخه سوم جس‌جو نگاه متفاوتی در زمینه پیمایش کاربر دارد و با توجه به آمار بازدید کاربران از بخش‌های مختلف و چگونگی استفاده، سیستم پیمایش کاربری را به صورت خودکار بهبود می‌بخشد و ساختار خود را تغییر می‌دهد.
جس جو، مرجع و جستجوگر فارسی دارای سرویس‌های گوناگونی در بخش‌های جستجو، سرگرمی، کتابخانه، امروز، سلامتی و خانواده می‌باشد. همچنین، بخش جدید آن با عنوان ابزارهای جس‌جو به تازگی راه‌اندازی شده‌است که دربرگیرنده نرم‌افزارهای تحت وب مورد نیاز ایرانیان می‌باشد. جس‌جو بر مبنای نیازمندی‌های فارسی‌زبانان طراحی و برنامه‌ریزی شده‌است و اصلی‌ترین هدف آن افزایش کیفیت زندگی آن‌ها می‌باشد.
دارای جستجوی (وب , تصاویر , فیلم , آرشیو اخبار , چهر وب , لینکها و دیکشنری) است.